# Церковь Николая Чудотворца (Истра)
Церковь Николая Чудотворца (Никольская церковь) — приходской храм Истринского благочиния Одинцовской епархии Русской православной церкви в городе Истре Московской области.
Адрес: город Истра, улица Урицкого, 79.

## История
Каменная одноглавая церковь в русском стиле на городском кладбище, построенная в 1853 году, служила часовней во время отпеваний, была приписана к Вознесенской церкви (утрачена). В архивных записях указано, что «план и фасад каменной часовни, построенной на отведённом кладбище при гор. Воскресенске, Никольский храм на старом кладбище в городе Истра. рассмотренный и одобренный в общем присутствии Московской Губернской строительной комиссии, 21 сентября 1853 года и утверждённый Епархиальным начальством 1854 г. января 12 д. № 31».
В 1930-х годах, во время гонений на Церковь, храм был закрыт и осквернён: в помещении храма находилась лаборатория для контроля качества воды, а с марта 1953 года до 1992 года здание храма использовалось под морг.
Затем началась работа по возвращению храма Русской православной церкви. Была зарегистрирована община Никольской церкви. В конце марта 2006 года церковь Николая Чудотворца в Истре была признана Министерством культуры Российской Федерации вновь найденным памятником архитектуры. 2 сентября 2011 года муниципалитетом города Истры храм передан в безвозмездное временное пользование РПЦ. 22 октября того же года прошла первая за последние 80 лет Божественная литургия, которую совершил благочинный церквей Истринского округа протоиерей Димитрий Подорванов.
Настоятель церкви — протоиерей Алексий Бондарев.